# Abbaye du Cœur-Immaculé-de-Marie de Diefflen
L’abbaye du Cœur-Immaculé-de-Marie de Diefflen est le premier établissement des sœurs missionnaires du Précieux-Sang en Allemagne. Le monastère, fondé en 1909, est actif dans le domaine social et caritatif. Il est abandonné en 1972 et les bâtiments du monastère démolis.

## Histoire
La population de Diefflen s'accroit au moment de l'industrialisation et la croissance de Dillinger Hütte. Diefflen devient une commune indépendante de Nalbach le 1er décembre 1854. Le 4 juin 1865, le conseil paroissial de Nalbach, en raison de l'augmentation de la population à Diefflen, envisage le projet de construire une église séparée à Diefflen. Jusqu'à présent, il n'y avait qu'une petite chapelle à Diefflen dédiée à Wendelin. Lorsque Diefflen, avec plus de 1 700 habitants, devient la plus grande commune de la vallée de Nalbach à côté de Nalbach même, la question est de plus en plus urgente. En 1899, Diefflen commence à construire sa propre église. Presque tous les coûts sont supportés par les dons de la population de Diefflen, qui est maintenant passée à 2 000 âmes. L'ancien aumônier de Nalbach, Richard Brenner, est nommé vicaire à Diefflen par les autorités épiscopales de Trèves. La demande de conversion de la paroisse de Diefflen, qui compte plus de 3 000 âmes, est déposée par l'évêque de Trèves au ministère de l'Éducation à Berlin le 30 juillet 1915. En raison de la Première Guerre mondiale, cependant, le ministère rejette la demande de l'évêque. Le 17 décembre 1918, l'évêque de Trèves, Michael Felix Korum (de), élève la communauté de la chapelle de Diefflen au rang de paroisse indépendante à compter du jour de l'an 1919.
Au début du XXe siècle, il n'y a pas de traitement médical et de soins pour les malades à Diefflen. Il n'y a qu'un médecin à Dillingen et Saarwellingen. Les traitements des plaies sont assurés par une femme de la région connue pour être médecin.
Face à cette situation malheureuse, le 20 mars 1909, le vicaire paroissial Richard Brenner (de 1900 à 1914) contacte les sœurs missionnaires du Précieux-Sang aux Pays-Bas. Il demande à la direction de l'ordre que trois ou quatre sœurs prennent en charge les soins infirmiers ambulatoires dans sa paroisse. À cette fin, le paroissien Johann Schamper fait don d'une petite maison avec jardin dans la Beckinger Strasse (aujourd'hui n° 23). Bien que la maison ne puisse pas être agrandie, la promesse de construire un nouveau monastère à Diefflen persuade la direction de l'ordre en Hollande d'envoyer des sœurs à Diefflen. L'approbation du gouvernement royal prussien pour le règlement est accordée en 1909. La branche est destinée à servir à la formation de jeunes sœurs missionnaires pour les régions de la colonie allemande. Le 23 décembre 1909, les trois premières sœurs arrivent à Diefflen.
En 1912, l'entrepreneur en bâtiment de Diefflen Franz Schwarz (1871–?) fait don de sa maison avec un jardin et un espace utilisable dans l'actuelle Klosterstraße à la paroisse de Diefflen. En avril 1913, les travaux commencent pour convertir le bâtiment résidentiel en un nouveau monastère, qui pourrait être occupé le 4 mai 1914. Un terrain est acquis pour le nouveau monastère. Un jardin d'enfants est construit à côté du monastère. Le bâtiment du monastère est construit dans un style réformé avec des accents néo-baroques clairs. Le 3 mai 1914, la chapelle du couvent est inaugurée et dotée des dons de nombreux citoyens de Diefflen.
L'abbaye du Cœur-Immaculé-de-Marie de Diefflen est le premier établissement de l'ordre dans l'Empire allemand. De 1914 à 1921, il fournit la candidature et le postulat allemand de l'ordre missionnaire. De plus, une école de couture pour filles et un jardin d'enfants pour environ 150 enfants sont ouverts. Pendant la Première Guerre mondiale, 35 bombes sont tombées dans la zone autour du monastère, ils endommagent simplement les fenêtres. En 1915, les sœurs de Diefflen soignent des patients dans la ville voisine de Lisdorf, où la dysenterie est présente à la suite de la guerre. La même année 1915, une antenne est créée à Auersmacher, qui cependant doit être supprimée en 1920. À partir de 1917, des garderies temporaires sont également ouvertes à l'extérieur de Diefflen pour s'occuper des enfants des mères qui travaillent à la suite de la guerre. En 1918, un monastère de branche est ouvert à Pachten (avec école de préservation et de couture, soins ambulatoires, tuberculose et soins aux bébés ; fermé en 1994) et Roden (Sarre) (avec école de préservation et école de couture, bien-être des femmes, soins infirmiers ambulatoires, tuberculose et bien-être infantile ; fermé en 1992).
Les religieuses de Diefflen sont actives dans le travail social et caritatif. Le monastère exploite une ferme, une boulangerie et un centre de formation en économie domestique avec une école de cuisine et de couture. Il y a un jardin d'enfants et une maison de retraite. De plus, les sœurs s'occupent des soins ambulatoires pour les tuberculeux et des soins aux bébés à Diefflen. En 1924, le bâtiment du couvent est modernisé et agrandi à mesure que le nombre de religieuses augmente. En 1935, le couvent abrite 17 sœurs. Au total, l'ordre comprend 877 sœurs dans le monde cette année-là.
En raison des graves dommages causés par les tirs d'artillerie de l'armée américaine au cours de l'hiver 1945, la maison de Diefflen doit être rénovée. En 1955, le bâtiment du monastère est de nouveau modernisé et agrandi. Sous la direction de l'architecte sarrois Alois Havener, également impliqué dans la construction et l'extension de l'église paroissiale de Dieffler, le pittoresque édifice néo-baroque fait l'objet d'une radicale épuration architecturale. Le pignon incurvé de la chapelle est supprimé, de nombreuses fenêtres sont déplacées et le toit mansardé est remplacé par un nouveau plancher à toit plat. La tourelle de crête galloise est échangée contre un casque pointu gothique.
En raison de la construction d'une nouvelle branche de l'ordre à Bous (Sarre) ("Haus Bergfriede"), les religieuses se retirent de Diefflen en 1972. Après l'échec d'une initiative de la paroisse de Diefflen visant à réinstaller d'autres sœurs dans le monastère, le bâtiment du monastère et le terrain associé sont vendus à la ville de Dillingen. En conséquence, le complexe du monastère est immédiatement démoli. Dans les années suivantes des bâtiments résidentiels sont construits sur le terrain du monastère.